# Středooceánský hřbet

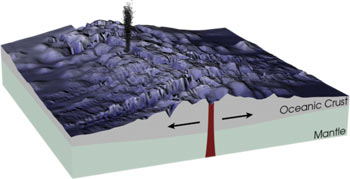
Středooceánský hřbet s rychlým rozpínáním a černým kuřákem

Středooceánský hřbet je místo v oceánské kůře, kde dochází k výlevu magmatu a roztahování litosférické desky v podobě divergentního rozhraní. Divergentní rozhraní je lemováno transformními zlomy, které rozdělují zlom do dílčích segmentů. Celková délka všech středooceánských hřbetů dosahuje na Zemi přibližně 65 000 km.
Středooceánský zlom vytváří na mořském dně typické členění, zvedá se nad okolní abyssální (hlubokomořské) plošiny do výšky okolo tří kilometrů. Hřbet může vystupovat i nad hladinu oceánu jako například na Islandu. Zlom je široký stovky kilometrů. Transformní zlomy jsou místem vzniku podmořských zemětřesení, během kterých může dojít k sesuvům a vzniku vln tsunami. V oblastech okolo středooceánských příkopů je oceánská kůra nejmladší; neustále se obnovuje, neustále vzniká nová.
Středooceánské hřbety lze rozlišovat na:
- rychlé – rychlost rozpínání dosahuje až 10 cm za rok, tvar je typicky vyboulený, příkladem je rychlý Východotichomořský práh;
- pomalé – rychlost rozpínání je pár centimetrů za rok. Mají vyvinuté centrální údolí (ve tvaru písmene V) s více otevřenými rameny. Příkladem je Středoatlantský hřbet, který se pohybuje o dva centimetry za rok.

## Seznam
- Africko-antarktický hřbet
- Východotichomořský práh
- Císařský hřbet
- Gakkelův hřbet
- Havajský hřbet
- Kerguelenský hřbet
- Lomonosovův hřbet
- Středoatlantský hřbet
- Středoindický hřbet
- hřbet Nazca
- Jihotichomořský práh
- Reykjaneský hřbet
- Bermudská plošina
- Jihovýchodní indický hřbet
- Západoindický hřbet
- Velrybí hřbet